# Scopolamina
La scopolamina, nota anche come ioscina, o burundanga (specialmente in Sudamerica, dove il suo uso a scopo criminale è stato riportato almeno dagli anni cinquanta), è un farmaco alcaloide allucinogeno, ottenuto da piante della famiglia delle Solanaceae, come l'Hyoscyamus niger o le specie del genere Datura, tra cui lo stramonio, che ne è particolarmente ricco. È prodotta in queste piante come sottoprodotto del loro metabolismo secondario.

## Etimologia
La scopolamina viene denominata così per la sua presenza in piante del genere Scopolia. Il nome "ioscina" deriva dal nome scientifico del giusquiamo nero, Hyoscyamus niger.

## Storia

### Utilizzo nelle culture antiche
Come principio attivo contenuto nella Datura la scopolamina in molte culture è stata utilizzata con i più svariati scopi: gli Arabi e gli autoctoni delle Isole Canarie la utilizzavano contro i nemici, gli Sciamani messicani e gli Aztechi la usavano come allucinogeno per predire il futuro, gli Aztechi la utilizzavano come allucinogeno nei riti festosi, i cinesi regolamentavano per legge l'uso dei semi e vietavano la miscela del succo con liquidi fermentati, a Delfi gli antichi Greci ne facevano uso per indurre ipnosi e predire il futuro nei riti religiosi.

### Utilizzo come siero della verità
L'utilizzo della scopolamina come "siero della verità" è stato indagato da molte agenzie d'intelligence, inclusa la CIA, sin dagli anni cinquanta (vedi: Progetto MKULTRA). In seguito all'evidenza della sua scarsa utilità come droga per interrogatori (i suoi effetti allucinogeni producono distorsione nella percezione della realtà, quindi le affermazioni sotto l'effetto dell'alcaloide sono spesso indeterminate e improbabili), il suo uso come "siero della verità" venne abbandonato. Sembra che nei campi di prigionia nazisti il criminale Josef Mengele abbia sperimentato la scopolamina come una droga per interrogatori.

## Biochimica
Agisce come un antagonista competitivo dell'acetilcolina su un recettore muscarinico M1, per questo viene classificata come una droga di tipo anticolinergico oppure anti-muscarinico.

## Effetti farmacologici
Come l'atropina, la scopolamina blocca in modo reversibile i recettori colinergici e in particolare impedisce l'interazione tra acetilcolina e i recettori muscarinici: questa azione può essere contrastata da un aumento dell'acetilcolina o da un agonista muscarinico. Sull'organismo a dosi efficaci genera sonnolenza, amnesia retrograda, tachicardia, blocco vasodilatazione, blocco della secrezione salivare (secchezza fauci), lacrimale (secchezza oculare), bronchiale (era utilizzato in sigarette per la cura dell'asma), blocco della sudorazione (in soggetti predisposti genera febbre per inibizione della termoregolazione), midriasi (pupille dilatate), impedisce l'accomodazione oculare (cicloplegia, incapacità di messa a fuoco), rallenta la motilità intestinale (è utilizzata come antidiarroico e per bloccare gli spasmi intestinali), rallenta lo svuotamento vescicale, blocca la chinetosi inibendo vertigini, nausea e vomito. A dosi tossiche causa diarrea, eccitazione, agitazione, allucinazioni e coma.
È anche un farmaco antiemetico, antivertiginoso, e antispasmodico, anche se si preferisce impiegare un derivato noto come butil-scopolamina che non attraversa la barriera emato-encefalica.
Può essere utilizzato come una sedazione pre-anestetico, come un antiaritmico (previene il battito irregolare) durante l'anestesia.
La sostanza è estremamente tossica e deve essere impiegata in dosi ridottissime. Dosi elevate possono provocare fenomeni di depressione, stanchezza o sonnolenza. L'overdose può causare delirio, allucinazione, paralisi, stato stuporoso, cecità, perdita di coscienza fino alla morte.
Esiste una possibile dannosa interazione farmacologica tra loperamide e scopolamina: l'azione sinergica dei due farmaci potenzia l'inibizione della motilità intestinale. Questa associazione è frequente nei viaggiatori che utilizzano la loperamide come antidiarroico e la scopolamina come antichinetosico.
La somministrazione di midriatici come la scopolamina può precipitare un attacco di glaucoma in pazienti suscettibili.
L'anisocoria indotta dalla scopolamina abitualmente si risolve spontaneamente in tre giorni.

## Utilizzo in terapia medica

### Forma farmaceutica
La scopolamina viene abitualmente commercializzata come idrobromuro (sale dell'acido bromidrico) triidrato.
Viene attualmente impiegato in varie terapie, ad esempio contro disturbi di mal d'auto, di mare, ecc., generalmente sotto forma di cerotti transdermici (ad esempio, negli USA, gli Scopoderm TTS patches) oppure impiegato come collirio per esami oftalmici. Grazie alla sua efficacia contro il mal di mare è stata spesso usata dai sommozzatori, impiego che ha portato alla scoperta di un altro effetto collaterale. Nelle acque profonde, al di sotto di 13-20 metri, alcuni sub hanno riferito dolore agli occhi, dolore che cessa rapidamente se il sub sale a profondità inferiori a 14 metri o anche meno.

### Impiego in neurologia e psichiatria
Può essere utilizzata come un depressivo del sistema nervoso centrale, anche se paradossalmente può causare eccitazione, agitazione, allucinazioni, o delirio in presenza di dolore, midriasi (dilatazione delle pupille), e cicloplegia (paralisi dei muscoli oculari).
Se associata alla morfina induce amnesia e uno stato di tranquillità noto come sonno di penombra.
Anche se inizialmente veniva usato in ostetricia per la sedazione del parto, attualmente la si considera troppo pericolosa a questo proposito. 

### Odontoiatria
Può essere utilizzata nell'anestesia ambulatoriale e anche per ridurre la salivazione e il riflesso del vomito prima di effettuare impronte dentali.

### Oftalmologia
La scopolamina viene utilizzata in oftalmologia per indurre deliberatamente cicloplegia e midriasi, che permette l'esecuzione di alcune procedure diagnostiche.
Viene anche usata nel trattamento dell'iridociclite.

### Otorinolaringoiatria
In otorinolaringoiatria è stato utilizzato per asciugare le vie aeree superiori (azione anti-sialogoga) prima dell'applicazione di strumenti.

### Antidepressivo
Nell'ottobre del 2006 ricercatori della statunitense National Institute of Mental Health hanno dimostrato che la scopolamina può essere anche efficace nella riduzione di alcuni sintomi della depressione.

## Utilizzi non clinici

### Uso criminale
Posto che può determinare alterazione della coscienza seguita da amnesia, la scopolamina è talvolta somministrata disciolta in bevande, aggiunta ad alimenti o addirittura, dato che è una sostanza incolore ed inodore può essere semplicemente fatta inalare all'ignara vittima per commettere rapine o violenze sessuali.

## Nella cultura di massa
- Scopolamine, del 1931, è una delle sei poesie pubblicate postume di Catherine Pozzi
- La scopolamina ha raggiunto un livello di notorietà perché menzionata nel film I Was a Teenage Werewolf (1957), dove il personaggio del dr Alfred Brandon lo utilizza nella sua ricerca per far regredire il personaggio principale alle sue "radici primitive".
- La scopolamina viene presentata come un siero della verità impiegato dalle SS in due classici film sulla seconda guerra mondiale: I cannoni di Navarone (1961) e Dove osano le aquile (1969).
- In uno dei primi numeri del fumetto Diabolik, la sua complice Eva, allo scopo di salvare Diabolik dalla ghigliottina, usa la scopolamina per indurre uno stato di torpore ipnotico in un uomo che sostituirà il famoso criminale sul patibolo, morendo così al suo posto. Dopo l'esecuzione si scopre l'inganno della maschera e la scopolamina viene menzionata dal medico legale all'ispettore Ginko che ricostruisce i fatti.